# Europacupen i fotboll 1983/1984
Europacupen i fotboll 1983/1984 vanns av Liverpool, England som tog sin fjärde slutseger i turneringen då man i finalmatchen besegrade Roma, Italien med 4–2 på straffsparkar efter 1–1 under ordinarie speltid och förlängning i Rom den 30 maj 1984.
Liverpool:s målvakt Bruce Grobbelaar gjorde flera viktiga nyckelräddningar, och "psykade" under straffsparksläggningen sina motståndare till misstag. Matchen var för övrigt den första Europacupfinalen som avgjordes på straffsparkar.
Roma tränades av Nils Liedholm, en av två svenskar som lett ett lag till Europacupfinal som tränare (den andra är Sven-Göran Eriksson, som ledde SL Benfica till final 1989.

## Inledande omgångar

### Första omgången
| Lag 1            | Totalt       | Lag 2            | Möte 1 | Möte 2 |
| Odense BK        | 0–6          | Liverpool        | 0–1    | 0–5    |
| Lech Poznań      | 2–4          | Athletic Bilbao  | 2–0    | 0–4    |
| Ajax             | 0–2          | Olympiakos       | 0–0    | 0–2    |
| Benfica          | 6–2          | Linfield         | 3–0    | 3–2    |
| Rába Győr        | 4–1          | Víkingur         | 2–1    | 2–0    |
| Dinamo Minsk     | 3–2          | Grasshopper      | 1–0    | 2–2    |
| Kuusysi          | 0–4          | Dinamo București | 0–1    | 0–3    |
| Hamburg          | W/O          | Vllaznia         | –      | –      |
| Fenerbahçe       | 0–5          | Bohemians Prag   | 0–1    | 0–4    |
| Rapid Wien       | 4–3          | Nantes           | 3–0    | 1–3    |
| Athlone Town     | 04–11        | Standard Liège   | 2–3    | 2–8    |
| Ħamrun Spartans  | 0–6          | Dundee United    | 0–3    | 0–3    |
| CSKA Sofia       | 00004–4 (BM) | AC Omonia        | 3–0    | 1–4    |
| Roma             | 4–2          | IFK Göteborg     | 3–0    | 1–2    |
| BFC Dynamo       | 6–1          | Jeunesse Esch    | 4–1    | 2–0    |
| Partizan Belgrad | 5–1          | Viking FK        | 5–1    | 0–0    |

### Andra omgången
| Lag 1            | Totalt       | Lag 2            | Möte 1 | Möte 2 |
| Liverpool        | 1–0          | Athletic Bilbao  | 0–0    | 1–0    |
| Olympiakos       | 1–3          | Benfica          | 1–0    | 0–3    |
| Rába Győr        | 4–9          | Dinamo Minsk     | 3–6    | 1–3    |
| Dinamo București | 5–3          | Hamburg          | 3–0    | 2–3    |
| Bohemians Prag   | 00002–2 (BM) | Rapid Wien       | 2–1    | 0–1    |
| Standard Liège   | 0–4          | Dundee United    | 0–0    | 0–4    |
| CSKA Sofia       | 0–2          | Roma             | 0–1    | 0–1    |
| BFC Dynamo       | 2–1          | Partizan Belgrad | 2–0    | 0–1    |

## Slutspel

### Kvartsfinaler
| Lag 1        | Totalt       | Lag 2            | Möte 1 | Möte 2 |
| Liverpool    | 5–1          | Benfica          | 1–0    | 4–1    |
| Dinamo Minsk | 1–2          | Dinamo București | 1–1    | 0–1    |
| Rapid Wien   | 00002–2 (BM) | Dundee United    | 2–1    | 0–1    |
| Roma         | 4–2          | BFC Dynamo       | 3–0    | 1–2    |

### Semifinaler
| Lag 1         | Totalt | Lag 2            | Möte 1 | Möte 2 |
| Liverpool     | 3–1    | Dinamo București | 1–0    | 2–1    |
| Dundee United | 2–3    | Roma             | 2–0    | 0–3    |

### Final
|  | 30 maj 1984 | Liverpool | 1 – 1 | Roma       | Stadio Olimpico, Rom                    |                                         |
|  |             | Neal 13′  |       | Pruzzo 42′ | Publik: 69 693 Domare: Erik Fredriksson | Publik: 69 693 Domare: Erik Fredriksson |
|  |             |           |       |            | Publik: 69 693 Domare: Erik Fredriksson | Publik: 69 693 Domare: Erik Fredriksson |
|  |             |           |       |            | Publik: 69 693 Domare: Erik Fredriksson | Publik: 69 693 Domare: Erik Fredriksson |

|                                                     |     | Straffsparkar                         |  |  |  |
| Nicol Neal Souness Rush Kennedy                     | 4–2 | Di Bartolomei Conti Righetti Graziani |  |  |  |
| Liverpool vann slantsingligen och fick börja skjuta |     |                                       |  |  |  |
|                                                     |     |                                       |  |  |  |

| Europacupmästare 1983/84 |
| ------------------------ |
| Liverpool Fjärde titeln  |

### Webbkällor
Den här artikeln är helt eller delvis baserad på material från engelskspråkiga Wikipedia, tidigare version.